# Acanthocinus nodosus
Acanthocinus nodosus là một loài bọ cánh cứng trong họ Cerambycidae.